# Thomas Caverhill Jerdon

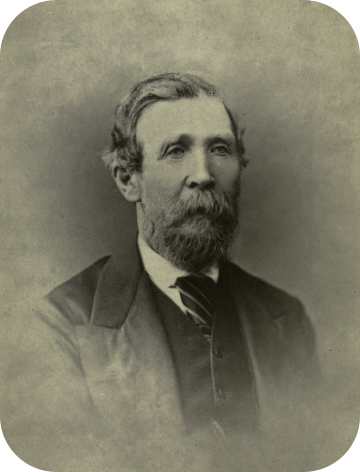
Thomas C. Jerdon

Thomas Caverhill Jerdon (* 12. Oktober 1811 in Durham; † 12. Juni 1872 in Upper Norwood) war ein britischer Mediziner, Zoologe und Botaniker.

## Leben
Thomas C. Jerdon wurde nach seinem Studium in Edinburgh Assistenzarzt der britischen Ostindien-Kompanie und später zum Stabsarzt des Regiments Madras befördert.

## Dedikationsnamen
Francis Day (1829–1889) ehrte Jerdon, den Entdecker dieser neuen Fischart, im Jahr 1873 im Artepitheton für eine zur Familie der Erethistidae gehörende Art namens Hara jerdoni (Syn. Pomacentrus jerdoni oder Erethistes jerdoni).
Im Jahr 1842 zollte ihm Edward Blyth (1810–1873) im Namen der Hinduweih (Aviceda jerdoni) Tribut und würdigte ihn als einen Naturforscher, der mit seinen ornithologischen Forschungsstudien viel zur Zoologie Indiens beigetragen hat.

## Erstbeschreibungen von Thomas Caverhill Jerdon
Thomas Caverhill Jerdon hat einige Arten und Unterarten als Erstautor beschrieben. Hin und wieder findet man ihn in der Literatur als Mitautor für die Gattung Tickellia Blyth, 1861, die Blyth für die monotypische Art des Breitschnabel-Laubsänger (Tickellia hodgsoni) (Moore, F, 1854) schuf, für den Rostbauch-Kurzflügel (Brachypteryx hyperythra) Blyth, 1861 und für eine Unterart des Bergschneidervogels (Orthotomus cucullatus coronatus) Blyth, 1861. Da Blyth den Artikel in Proceedings of the Scientific Meetings of the Zoological Society of London publiziert hat, gilt dieser laut den Internationalen Nomenklaturregeln als alleiniger Erstautor, obwohl alle beschriebenen Gattungen und Arten Jerdons Namen als Zusatz haben und Jerdon die ursprünglichen Notizen zum Artikel lieferte.

### Arten
Zu den Arten, die Jerdon beschrieben hat, gehören (chronologisch):
- Goldbrauenbülbül (Acritillas indica) (Jerdon, 1839)
- Graseule (Tyto longimembris) (Jerdon, 1839)
- Graustirndrossling (Turdoides subrufa) (Jerdon, 1839)
- Indienamsel (Turdus simillimus) Jerdon, 1839
- Orangeschnäpper (Ficedula nigrorufa) (Jerdon, 1839)
- Zimtbrusthäherling (Garrulax cachinnans) Jerdon, 1839
- Rostflankenhäherling (Garrulax delesserti) (Jerdon, 1839)
- Bindengrüntaube (Treron bicinctus) (Jerdon, 1840)
- Braunkopfmöwe (Chroicocephalus brunnicephalus) (Jerdon, 1840)
- Dschungelprinie (Prinia sylvatica) Jerdon, 1840
- Einfarb-Mistelfresser (Dicaeum concolor) Jerdon, 1840
- Keralablauschnäpper (Cyornis pallipes) (Jerdon, 1840)
- Blauringkuckuck (Phaenicophaeus viridirostris) (Jerdon, 1840)
- Langschnabelpieper (Anthus similis) Jerdon, 1840
- Malabarsalangane (Aerodramus unicolor) (Jerdon, 1840)
- Weißbrauenschnäpper (Ficedula superciliaris) (Jerdon, 1840)
- Weißbauch-Mennigvogel (Pericrocotus erythropygius) (Jerdon, 1840)
- Nilghirischnäpper (Eumyias albicaudatus) (Jerdon, 1840)
- Weißbrauenschnäpper (Ficedula superciliaris) (Jerdon, 1840)
- Graukopfalcippe (Alcippe poioicephala) (Jerdon, 1841)
- Hütteschwalbe (Hirundo domicola) Jerdon, 1841
- Madraskurzflügel (Myiomela major) (Jerdon, 1841)
- Nacktzügelsänger (Chaetornis striata) (Jerdon, 1841)
- Rundschwanzsänger (Schoenicola platyurus) (Jerdon, 1844)
- Feldrohrsänger (Acrocephalus agricola) (Jerdon, 1845)
- Gelbschnabeldrossling (Turdoides affinis) (Jerdon, 1845)
- Maharadschanachtschwalbe (Caprimulgus atripennis) Jerdon, 1845
- Weißflügelmeise (Parus nuchalis) Jerdon, 1845
- Blanfordbülbül (Pycnonotus blanfordi) Jerdon, 1862
- Burmamaina (Acridotheres burmannicus) (Jerdon, 1862)
- Kapuzenbaumelster (Crypsirina cucullata) Jerdon, 1862
- Jerdontimalie (Moupinia altirostris) (Jerdon, 1862)
- Bergbronzemännchen (Lonchura kelaarti) (Jerdon, 1863)
- Katzengrassänger (Graminicola bengalensis) Jerdon, 1863
- Glanzrückensegler (Apus acuticauda) (Jerdon, 1864)
- Blythtragopan (Tragopan blythii) (Jerdon, 1870)
- Weißschwanzmonal (Lophophorus sclateri) Jerdon, 1870
- Weißgesicht-Hornvogel (Anorrhinus austeni) Jerdon, 1872

### Unterarten
Zu den Unterarten, die Jerdon mitbeschrieben hat, gehören:
- Besrasperber (Accipiter virgatus besra) Jerdon, 1839
- Stentorrohrsänger (Acrocephalus stentoreus brunnescens) (Jerdon, 1839)
- Fichtenmeise (Periparus rubidiventris beavani) (Jerdon, 1863)
- Bambuslaubsänger (Abroscopus superciliaris flaviventris) (Jerdon, 1863)
- Rauchschwalbe (Hirundo rustica tytleri) Jerdon, 1864
- Würgfalke (Falco cherrug milvipes) Jerdon, 1871

## Werke (Auswahl)
- Catalogue of the birds of the peninsula of India, arranged according to the modern system of classification : with brief notes on their habits and geographical distribution, and description of new, doubtful and imperfectly described Species. In: The Madras journal of literature and science. Band 10, Nr. 24, 1839, S. 60–91 (online [abgerufen am 3. Oktober 2013]).
- Catalogue of the birds of the peninsula of India, arranged according to the modern system of classification : with brief notes on their habits and geographical distribution, and description of new, doubtful and imperfectly described Species. In: The Madras journal of literature and science. Band 10, Nr. 25, 1839, S. 234–269 (online [abgerufen am 3. Oktober 2013]).
- Catalogue of the birds of the peninsula of India, arranged according to the modern system of classification : with brief notes on their habits and geographical distribution, and description of new, doubtful and imperfectly described Species. In: The Madras journal of literature and science. Band 11, Nr. 26, 1840, S. 1–38 (online [abgerufen am 3. Oktober 2013]).
- Catalogue of the birds of the peninsula of India, arranged according to the modern system of classification : with brief notes on their habits and geographical distribution, and description of new, doubtful and imperfectly described Species. In: The Madras journal of literature and science. Band 11, Nr. 27, 1840, S. 207–239 (online [abgerufen am 3. Oktober 2013]).
- Catalogue of the birds of the peninsula of India, arranged according to the modern system of classification : with brief notes on their habits and geographical distribution, and description of new, doubtful and imperfectly described Species. In: The Madras journal of literature and science. Band 12, Nr. 28, 1840, S. 1–15 (online [abgerufen am 3. Oktober 2013]).
- Catalogue of the birds of the peninsula of India, arranged according to the modern system of classification : with brief notes on their habits and geographical distribution, and description of new, doubtful and imperfectly described Species. In: The Madras journal of literature and science. Band 12, Nr. 29, 1840, S. 193–227 (online [abgerufen am 3. Oktober 2013]).
- Supplement to the Catalogue of the birds of the peninsula of India. In: The Madras journal of literature and science. Band 13, Nr. 30, 1844, S. 156–174 (online [abgerufen am 3. Oktober 2013]).
- Second Supplement to the Catalogue of the birds of Southern India. In: The Madras journal of literature and science. Band 13, Nr. 31, 1845, S. 116–144 (online [abgerufen am 3. Oktober 2013]).
- Illustrations of Indian ornithology: containing fifty figures of new, unfigured and interesting species of birds, chiefly from the south of India. P.R. Hunt, American Mission Press, Madras 1847 (online [abgerufen am 1. Oktober 2013]).
- Catalogue of Reptiles inhabiting the Peninsula of India. In: The journal of the Asiatic Society of Bengal. Band 22, Nr. 5, 1853, S. 462–479 (online [abgerufen am 3. Oktober 2013]).
- Catalogue of Reptiles inhabiting the Peninsula of India. In: The journal of the Asiatic Society of Bengal. Band 22, Nr. 6, 1853, S. 522-434 (online [abgerufen am 3. Oktober 2013]).
- A catalogue of the species of ants found in Southern India. In: Annals and Magazine of Natural History (= 2). Band 13, Nr. 73, 1854, S. 45–56 (online [abgerufen am 3. Oktober 2013]).
- A catalogue of the species of ants found in Southern India. In: Annals and Magazine of Natural History (= 2). Band 13, Nr. 74, 1854, S. 100–110 (online [abgerufen am 3. Oktober 2013]).
- The birds of India: being a natural history of all the birds known to inhabit continental India, with descriptions of the species, genera, families, tribes, and orders, and a brief notice of such families as are not found in India, making it a Manual of Ornithology specially adapted for India. Band 1. Printed for the Author by the Military Orphan Press, Kalkutta 1862 (online [abgerufen am 3. Oktober 2013]).
- The birds of India: being a natural history of all the birds known to inhabit continental India, with descriptions of the species, genera, families, tribes, and orders, and a brief notice of such families as are not found in India, making it a Manual of Ornithology specially adapted for India. Band 2, Nr. 1. Printed for the Author by the Military Orphan Press, Kalkutta 1863 (online [abgerufen am 3. Oktober 2013]).
- The birds of India: being a natural history of all the birds known to inhabit continental India, with descriptions of the species, genera, families, tribes, and orders, and a brief notice of such families as are not found in India, making it a Manual of Ornithology specially adapted for India. Band 3. Printed for the Author by the Military Orphan Press, Kalkutta 1864 (online [abgerufen am 3. Oktober 2013]).
- The Game Birds and Wild Fowl of India: Being Descriptions of All the Species of Game Birds, Snipe, and Duck Found in India with an account of their habits and geographical distribution. Band 3. Printed for the Author by the Military Orphan Press, Kalkutta 1864 (online [abgerufen am 5. Oktober 2013]).
- The mammals of India: a natural history of all the animals known to inhabit continental India. Printed for the author by the Thomason college press, Roorkee 1867 (online [abgerufen am 3. Oktober 2013]).
- Supplementary Notes to 'The Birds of India'. In: The Ibis (= 3). Band 1, Nr. 2, 1871, S. 234–247 (online [abgerufen am 5. Oktober 2013]).
- Supplementary Notes to 'The Birds of India'. In: The Ibis (= 3). Band 1, Nr. 3, 1871, S. 335–356 (online [abgerufen am 5. Oktober 2013]).
- Supplementary Notes to 'The Birds of India'. In: The Ibis (= 3). Band 2, Nr. 5, 1872, S. 1–22 (online [abgerufen am 5. Oktober 2013]).
- Supplementary Notes to 'The Birds of India'. In: The Ibis (= 3). Band 2, Nr. 6, 1872, S. 114–139 (online [abgerufen am 5. Oktober 2013]).
- Supplementary Notes to 'The Birds of India'. In: The Ibis (= 3). Band 2, Nr. 7, 1872, S. 297–310 (online [abgerufen am 5. Oktober 2013]).
- The mammals of India: a natural history of all the animals known to inhabit continental India. Correction Auflage. John Wheldon, London 1874 (online [abgerufen am 3. Oktober 2013]).